# خلیل کندی (پارس‌آباد)
خلیل کندی یک منطقهٔ مسکونی در ایران است که در بخش اسلام‌آباد واقع شده‌است. براساس سرشماری مرکز آمار ایران در سال ۱۳۹۵، خلیل کندی ۵۶ نفر جمعیت دارد.